# 妖 (福山雅治の曲)
「妖」（あやかし）は、日本のシンガーソングライターである福山雅治の楽曲。2022年12月5日に8作目の配信限定シングルとしてリリースされた。2023年2月6日には完全受注生産限定盤CD『「妖/光」+「口福歌 11Songs」』が発売されており、本稿ではこちらも扱う。

## 背景・リリース
清原果耶主演の日本テレビ系日曜ドラマ『霊媒探偵・城塚翡翠』/『invert 城塚翡翠 倒叙集』主題歌として福山が書き下ろした。番組プロデューサーからの資料を基に、物語の主人公である城塚翡翠を何かが欠落した人間と考え、いつか自身が求める愛に出逢った時に初めて「妖」ではなく、やっと「人間」になれると思っているのではないかと解釈し、城塚翡翠の「自己同一性」を書いたという。
歌の導入部分はオペラ調のアカペラ、本体は若干ラテン風のロックサウンドと逆転するような展開を構成している。
ジャケットアートワークはドラマの原作となった小説『城塚翡翠シリーズ』の装画も手がける遠田志帆が、「福山が『城塚翡翠』の世界に登場したら」という設定で描き下ろした。

## プロモーション
発売に先立ち、12月3日の『日テレ系音楽の祭典ベストアーティスト2022』でテレビ初披露した。
12月7日、曲に合わせてフィンガータットをする福山の映像をティザームービーとしてYouTubeやTwitter上に公開。22日には、ミュージックビデオを公開し、フィンガータットについて、首から上が福山本人、首から下がXTRAPのCG合成によるものであることが明かされた。

## 「妖/光」+「口福歌 11Songs」
『「妖/光」+「口福歌 11Songs」』（「あやかし/ひかり」プラス「こうふくかイレブンソングス」）は、2023年2月6日の福山の54歳の誕生日を記念して発売された完全受注生産限定盤CD。2022年12月28日に発売が告知され、2022年12月28日から2023年1月19日にかけてA!SMART限定で予約が受け付けられた。
DISC1に「妖」と同時収録された「光」は、2021年11月から2022年6月にかけて開催された全国アリーナツアー『WE'RE BROS.TOUR 2021-2022』で新曲として演奏された楽曲のスタジオ音源で、本作への収録にあたりこれまでのLIVEを経てからの『2023年の光』を届けたいという福山の意向から2023年に改めて歌入れやミキシング、マスタリングが行なわれた。「光」は2022年6月26日に公開されたジャパネットたかた「長崎スタジアムシティプロジェクト」のCMソングや、2024年1月12日から全国放送されたリージョナルクリエーション長崎「長崎スタジアムシティ 開業日告知」編のCMソングとして使用された。
DISC2には2021年2月6日に配信開始となったオンライン番組『福山雅治の口福キッチン』の1コーナー「口福歌」で披露された弾き語り音源全11曲が収録された。

### 収録曲
| 全作詞・作曲: 福山雅治。 |           |          |            |      |
| #                        | タイトル  | 作詞     | 作曲・編曲 | 時間 |
| 1.                       | 「妖」    | 福山雅治 | 福山雅治   | 4:17 |
| 2.                       | 「光」    | 福山雅治 | 福山雅治   | 5:17 |
| 合計時間:                | 合計時間: | 9:34     |            |      |

| #         | タイトル                             | 作詞      | 作曲          | 時間  |
| --------- | ------------------------------------ | --------- | ------------- | ----- |
| 1.        | 「Soup」                             | 福山雅治  | 福山雅治      | 4:08  |
| 2.        | 「遠い旅」                           | 福山雅治  | 福山雅治      | 5:00  |
| 3.        | 「Beautiful life」                   | 福山雅治  | 福山雅治      | 5:41  |
| 4.        | 「そのままで…」                      | 福山雅治  | 福山雅治      | 5:48  |
| 5.        | 「家路」                             | 福山雅治  | 福山雅治      | 5:08  |
| 6.        | 「今 このひとときが 遠い夢のように」 | 福山雅治  | 福山雅治 Char | 4:32  |
| 7.        | 「トモエ学園」                       | 福山雅治  | 福山雅治      | 4:55  |
| 8.        | 「僕らの愛は今日も忙しい」           | 福山雅治  | 福山雅治      | 3:22  |
| 9.        | 「東京」                             | 福山雅治  | 福山雅治      | 5:17  |
| 10.       | 「Heart of Xmas」                    | BROS.     | 福山雅治      | 5:51  |
| 11.       | 「ふたつの鼓動」                     | 福山雅治  | 福山雅治      | 5:15  |
| 合計時間: | 合計時間:                            | 合計時間: | 合計時間:     | 54:57 |

| #  | タイトル                         | 作詞 | 作曲・編曲 |
| -- | -------------------------------- | ---- | ---------- |
| 1. | 「妖(Music Video)」              |      |            |
| 2. | 「妖(Music Video Making Movie)」 |      |            |

### ミュージシャン・スタッフ
妖
Vocal, Guitar, Bass & Piano: FUKUYAMA MASAHARU
Piano: INOUE AKIRA
Additional Instruments: MIYAZAWA TAK
Recorded, Mixed & Mastered: TAMIYA SORA (MIXER'S LAB)
光
Vocal, Guitar, Bass & Piano: FUKUYAMA MASAHARU
Keyboard: INOUE AKIRA
Drums: YAMAKI HIDEO
Bass: TAKAMIZU KENJI
Guitar: KON TSUYOSHI
Guitar: OGURA HIROKAZU
Additional Instruments: MIYAZAWA TAK
Recorded, Mixed & Mastered: TAMIYA SORA (MIXER'S LAB)

## チャート
| チャート (2022年)               | 最高位 |
| ------------------------------- | ------ |
| 日本 (オリコンデジタルシングル) | 3      |
| 日本 (Japan Hot 100)            | 55     |